# Hermann Weyland
Hermann Gerhard Weyland (* 28. März 1888 in St. Ingbert; † 20. Januar 1974 in Wuppertal) war ein deutscher Paläobotaniker. Sein offizielles botanisches Autorenkürzel lautet „Weyland“.

## Leben
Hermann Weyland absolvierte ein Studium der Pharmazie an der Universität Jena und wurde 1912 zum Dr. phil. promoviert. Anschließend war er Wissenschaftlicher Assistent an den Universitäten in Jena und Leipzig. Ab 1915 arbeitete er als Chemiker bei der Bayer AG in Elberfeld; dort war er zuletzt als Abteilungsvorstand leitender Mitarbeiter. Ab 1931 war er zudem Honorarprofessor der Geologie und Paläontologie an der Universität zu Köln. Er lebte in Wuppertal-Elberfeld und war Vorsitzender des Naturwissenschaftlichen Vereins Wuppertal. Er wurde bekannt mit den Funden und wissenschaftlichen Ausarbeitungen zur Wuppertaler Devonflora. Zusammen mit Richard Kräusel ist er Erstbeschreiber von Asteroxylon elberfeldense, einer nach dem Fundort in Wuppertal-Elberfeld benannten devonischen Bärlapppflanze.
Er verfasste zwischen 1937 und 1948 ein siebenbändiges Standardwerk über die Pflanzenfossilien der Fundstätte Rott (Hennef). Bestände der Rott-Fossilien finden sich in Bonn (Goldfuß-Museum), Siegburg (Stadtmuseum Siegburg), Berlin, London und Los Angeles.
Zusammen mit dem Paläobotaniker und engen Freund Richard Kräusel hat er in den 1920er Jahren die Baupläne vieler Psilophyten (Urfarne) entziffert. Auch mit Gerhard Roselt, Professor für Paläobotanik und Kohlengeologie an der Bergakademie Freiberg, erfolgte ein reger Austausch ebenso wie mit Walther Gothan. Mit diesem veröffentlichte er das in mehreren Auflagen publizierte „Lehrbuch der Paläobotanik“.

## Ehrungen
1957 wurde er zum Mitglied der Deutschen Akademie der Naturforscher Leopoldina gewählt.

## Schriften
- Die Flora des deutschen Unterdevons, Berlin 1930, zusammen mit Richard Kräusel
- Tertiäre und quartäre Pflanzenreste aus den vulkanischen Tuffen der Eifel, Senckenbergische Naturforschende Gesellschaft Frankfurt am Main 1942 (Nummer 463), zusammen mit Richard Kräusel
- Die Entwicklung der ältesten Pflanzenwelt, Geologische Rundschau, Band 35, S. 99–106, September 1948
- Beiträge zur Kenntnis der rheinischen Tertiärflora (1934)
- Wege und Ziele der Paläobotanik, in: Naturwissenschaften (Journal), Springer Berlin / Heidelberg Januar 1950, (Ausgabe 37, Nummer 24)
- Die Sporen und Pollen der Aachener Kreide und ihre Bedeutung für die Charakterisierung des Mittleren Senons, in: Palaeontographica, Abt. B 95, S. 6–29, 1953, zusammen mit W. Krieger
- Über strukturbietende Blätter und pflanzliche Mikrofossilien aus den untersenonen Tonen der Gegend von Quedlinburg, in: Palaeontographica Abt. B 95, S. 30–52, 1953, zusammen mit G. Greifeld
- Goethes Urpflanze im Licht der modernen Stammesgeschichte. Eine Betrachtung über die Wandlung des Entwicklungsgedankens, in: SudArch 38, 1954, S. 219
- mit Walter Gothan: Lehrbuch der Paläobotanik, Akademie-Verlag, Berlin 1954
- Untersuchungen über Sporen- und Pollen-Flora einiger Jugoslawischer und Griechischer Braunkohlen, in: Palaeontographica Abt. B 105, S. 75–99, 1958 zusammen mit H.D. Pflug, N. Pantic
- Drei neue Pflanzen aus dem Devon, in: Palaeontographica, Abt. B 107, S. 65–82, 1960 zusammen mit Richard Kräusel
- Pflanzenreste aus der Braunkohlengrube „Herman“ bei Heerlen, Hollandisch Limburg, in: Palaeontographica Abt. B 109, S. 93–97, 1961 zusammen mit K. Takahashi,
- Rätsel um Asteroxylon Elberfeldense, in: Palaeontographica Abt. B 126, S. 138–144, 1969 zusammen mit Werner Berendt, Wolf-Dieter Vollmann